# Edmundo Cassis
Edmundo Ramos Cassis (São Paulo, 13 de setembro de 1954), é um pianista, compositor e arranjador, tendo desenvolvido uma expressiva e aclamada carreira na área musical desde seus quinze anos de idade.

## Carreira
Ainda na infância teve aulas particulares de piano com diversos professores. Aos 15 anos participou de um festival do clube Ilha Porchat, defendendo a música Januária, de Chico Buarque de Holanda, conquistando o segundo lugar.
Aos 17 anos montou seu primeiro trio, como organista e com composições próprias. Aos 18 anos matriculou-se nas escolas Fundação das Artes de São Caetano do Sul e na CLAM (Centro Livre de Aprendizagem Musical) do Zimbo Trio. Durante os anos 70, além de tocar em diversos bares e restaurantes acompanhando cantores, participa de diversas formações de grupos de música instrumental tais como o bar Ches Bernard, que mais tarde se tornaria no Sanja, um lugar onde diversos grupos de música instrumental se apresentariam, e também na casa Lira Paulistana. Em 1974 é convidado para integrar o grupo de jazz tradicional, Brazilian Jazz Stompers, na casa noturna Opus 2004, com a participação de Hector Costita e Rosa Marya Collin. Em 1975 é convidado por Hector Costita para participar de seu quinteto. Ainda em 1975 integra o grupo formado por Amado Maita, Peter Woolley, Palhinha, Dagmar, Nestico, Vidal Sbrighi. Em 1979 participa do Projeto Pixinguinha, acompanhando Isaurinha Garcia, e participa da gravação do álbum de César das Mercês, "Nada no Escuro".
Em 1982 muda-se para o Rio de Janeiro e forma seu trio, e passa a se apresentar em diversos bares, restaurantes e hotéis, com destaque no pub Horse's Neck do hotel Rio Palace, onde acompanhava diversos artistas como Nana Caymmi, Fátima Guedes, Pery Ribeiro, Olívia Hime, Martinho da Vila, Doris Monteiro, entre muitos outros. 
Durante esse período é convidado a participar de grupos que acompanhavam artistas em suas turnês como Zezé Motta, Maurício Einhorn Quarteto, Idriss Boudrioua Quinteto. Participa do Free Jazz Festival de 1986, no hotel Nacional, Rio de Janeiro, ao lado de Idriss Boudrioua, Claudio Rodit, Bob Wyatt, Dean Keenhold.
Logo após essa apresentação, viaja para Florianópolis onde se apresenta com o cantor Pery Ribeiro, integrando o grupo com o qual participaria por um ano, finalizando a temporada no show, Pery e Miéle, na casa noturna Asa Branca. Em 1985, de volta à São Paulo, retoma suas atividades como pianista em bares e restaurantes e também como tecladista na produção de jingles e spots em diversas produtoras de áudio, como Zelão, e IdeiaMix, de Ricardo Marão. Em 1986 é convidado a participar do grupo de música instrumental, Freelarmônica, no qual se apresenta semanalmente no bar Sanja.
Em 1994 forma com Toninho Pinheiro, Lito Robledo, Luiz Guilherme Rabello, Jarbas Barbosa, o grupo que acompanharia a cantora Rosa Marya Collin em diversos shows pelo Brasil. Ainda em 1994, ao lado de diversos outros grupos, grava duas músicas de sua autoria, Marcha Alegre, e É Terna, ao lado de Vinícius Dorin, Itiberê Zwarg e Lelo Izar, para o cd institucional, O Som da Demo 95.
A partir de 2001 passa a se dedicar. Em  2007 é convidado a dar aulas na escola Universidade Livre de Música Tom Jobim, onde apresenta um curso de iniciação a improvisação, curso com dois anos de duração. Em 2009 parte para apresentações em cruzeiros pelo Mediterrâneo. De volta ao Brasil em junho de 2010, retoma sua atividade principal de dar aulas particulares ao mesmo tempo em que participa de diversas gravações.
Durante o período da pandemia de COVID, produz quatro álbuns solo que são lançados pelo Studio 8 Records, e participa como musico e arranjador em diversos singles acompanhando as cantoras, Danni Azevedo, Juliana Frassatti, Annick Lebois, Ana Caram, Luciana Pires.

## Discografia
- Give up isn't an option (2022 - Studio 8 Records)
- The Creation (2022 - Studio 8 Records)
- Charles Martel (2022 - Studio 8 Records)
- Full of Joy (2024 - Studio 8 Records)